# 980
| [ Edytuj tabelę ]              |                                             |
| Książę Polski                  | - 960 Mieszko I 992                         |
| Król Anglii                    | - 978 Ethelred II Bezradny 1016             |
| Hrabia Aragonii i król Nawarry | - 970 Sancho II 994                         |
| Hrabia Barcelony               | - 947 Borrell II 992                        |
| Książę Bawarii                 | - 976 Otton I Szwabski 982                  |
| Książę Burgundii               | - 965 Odo-Henryk 1002                       |
| Cesarz Bizancjum               | - 976 Bazyli II Bułgarobójca 1025           |
| Car Bułgarii                   | - 977 Roman 997 - 976 Samuel Komitopul 1014 |
| Cesarz Chin                    | - 976 Song Taizong 997                      |
| Książę Czech                   | - 972 Bolesław II Pobożny 999               |
| Król Danii                     | - 958 Harald Sinozęby 987                   |
| Władca Egiptu                  | - 975 Al-Aziz 996                           |
| Król Franków zachodnich        | - 954 Lotar 986                             |
| Król Gruzji                    | - 961 Dawid III 1001                        |
| Hrabia Holandii                | - 939 Dirk II 988                           |
| Cesarz Japonii                 | - 969 En’yū 984                             |
| Kalif                          | - 974 At-Ta’i 991                           |
| Hrabia Kastylii                | - 970 Garcia I Fernandez 995                |
| Król Khmerów                   | - 968 Dżajawarman V 1001                    |
| Wielki książę Kijowa           | - 978 Włodzimierz I Wielki 1015             |
| Patriarcha Konstantynopola     | - 974 Antoni III Studyta 980                |
| Władca Korei                   | - 975 Kyŏngjong 981                         |
| Król Leónu                     | - 966 Ramiro III 984                        |
| Król Munsteru                  | - 978 Brian Śmiały 1014                     |
| Król Norwegii                  | - 974 Harald Sinozęby 987                   |
| Hrabia Palatynatu              | - 945 Hermann Pusillus 994                  |
| Papież                         | - 974 Benedykt VII 983                      |
| Hrabia Portugalii              | - 950 Gonçalo Mendes 999                    |
| Cesarz Rzymski (niemiecki)     | - 973 Otton II 983                          |
| Książę Saksonii                | - 973 Bernard I 1011                        |
| Król Szkocji                   | - 971 Kenneth II 995                        |
| Król Szwecji                   | - 970 Eryk Zwycięski 995                    |
| Doża Wenecji                   | - 979 Tribuno Memmo 991                     |
| Książę Węgier                  | - 970 Gejza 997                             |
| Cesarz Wietnamu                | - 979 Đinh Phế Đế 980 - 980 Lê Hoàn 1005    |

Rok 980 / CMLXXX
stulecia: IX wiek ~
X wiek ~
XI wiek

lata: 970 «
975 «
976 «
977 «
978 «
979 «
980
» 981
» 982
» 983
» 984
» 985
» 990

## Wydarzenia w Polsce
- Mieszko I przeszedł do obozu cesarskiego; zostało to potwierdzone małżeństwem z Odą, córką Dytryka z Haldenslebenów (margrabiego Marchii Północnej)

## Wydarzenia na świecie
- Europa
  - Pokój francusko-niemiecki w Margut zakończył niepomyślne dla Franków starcie z Ottonem II. Król Francji Lotar II wyrzekł się roszczeń do Lotaryngii.
  - Anglię najechali Normanowie
  - wyprawa Ottona II do Włoch, restauracja władzy cesarskiej
  - Włodzimierz I Wielki po pokonaniu brata Jaropełka I został księciem kijowskim

## Urodzili się
- Awicenna – filozof i lekarz arabski (zm. 1037)
- Xuedou Chongxian – chiński mistrz chan ze szkoły yunmen (zm. 1052)
- Otton III – król Niemiec (zm. 1002)

## Zmarli
- 15 stycznia - Bertold ze Schweinfurtu, graf bawarski (ur. ?)